# Сливец, Ассоль Витальевна
Ассоль Витальевна Сливец (род. 22 июня 1982, Минск) — российская фристайлистка, до 2011 года выступавшая за Белоруссию. Сестра Тимофея Сливца.
Представляла Белоруссию на Олимпийских играх 2002 (13-е место), 2006 (5-е место) и 2010 годов (4-е место). На Чемпионате мира 2007 года заняла 2-е место.
Будучи уже в составе российской национальной команды на Олимпийских играх 2014 года заняла 12-е место.
После Олимпиады 2014 года заявила о завершении карьеры.